# مصنع تيسلا
مصنع تيسلا هو مصنع لتصنيع السيارات في فريمونت، كاليفورنيا، الولايات المتحدة الأمريكية. وهو المنتج الرئيسي لتيسلا موتورز. 

وكان المصنع معروف باسم الهيئة الحديثة لتصنيع السيارات (NUMMI). وهو مشروع مشترك بين جنرال موتورز وتويوتا. ويقع المصنع في المنطقة الصناعية شرق فريمونت بين الطرق السريعة 880 و680.

## التاريخ
كانت هناك خطة لإنشاء مصنع تجميع في مدينة ألباكركي بنيو مكسيكو، كموقع مركزي للشحن. وكان من المفترض أن يبدأ البناء في أبريل 2007، ولكن تم إلغاؤه.
وتم الإعلان أيضا عن بناء مصنع جرين فيلد (greenfield) في سان خوزيه، كاليفورنيا. ولكن كانت التكلفة باهظة، فبدأت الشركة في البحث عن بدائل.
وتم افتتاح المصنع الحالي في عام 1962. باسم الجمعية العامة فريمونت التابعة لجنرال موتورز. وتم استخدامه فيما بعد كمصنع باسم الهيئة الحديثة لتصنيع السيارات (NUMMI) وهو مشروع مشترك بين جنرال موتورز وتويوتا. ويعمل في المصنع حوالي 3000 موظف.
وفي 20 مايو 2010، أعلن كل من تيسلا موتورز وتويوتا الاتحاد والتعاون للعمل على «تطوير السيارات الكهربائية وقطع الغيار، ونظام الإنتاج والدعم الهندسي». وشمل ذلك شراء تيسلا للموقع السابق ل(NUMMI) والمصنع بمبلغ قدرة 42 مليون دولار.
وبذلك إمتلك تيسلا موتورز الموقع رسميا في 19 أكتوبر 2010. وفتحة مجددا في 27 أكتوبر. ودعمت ولاية كاليفورنيا التجديد. 

وتم الاحتفال بأول عملية تسليم لتيسلا موتورز طراز S خلال حفل خاص أقيم في المصنع يوم 22 يونيو 2012.

## المرافق
تعتبر أغلبيه المساحة المكونة من 370 فدان وبالتحديد (16000000 قدم مربع، 1500000 متر مربع) غير مستخدمة.ومعظم النشاط مقتصر على مساحة (5500000 قدم مربع، 510000 متر مربع). والمتمثل في المبني الرئيسي، ويحدث فيه التجميع النهائي للمركبات.
وفي عام 2011 تم شراء معدات التصنيع، وقطع الغيار. بأكثر من 17 مليون دولار من شركتي (NUMMI) وتويوتا. بخصومات كبيرة مقارنة بسعر المعدات الجديدة.
وتم طلاء الجدران، الأرضيات، والسقف باللون الأبيض. والحرص على وجود فتحات إنارة في السقف، وأن تكون الإنارة بكفاءة عالية. لخلق بيئة مماثله بالمختبر.
ويعمل تيسلا على بناء مصنع آخر في لاثروب (كاليفورنيا)، لدعم الإنتاج في فريمونت.

## الموظفين

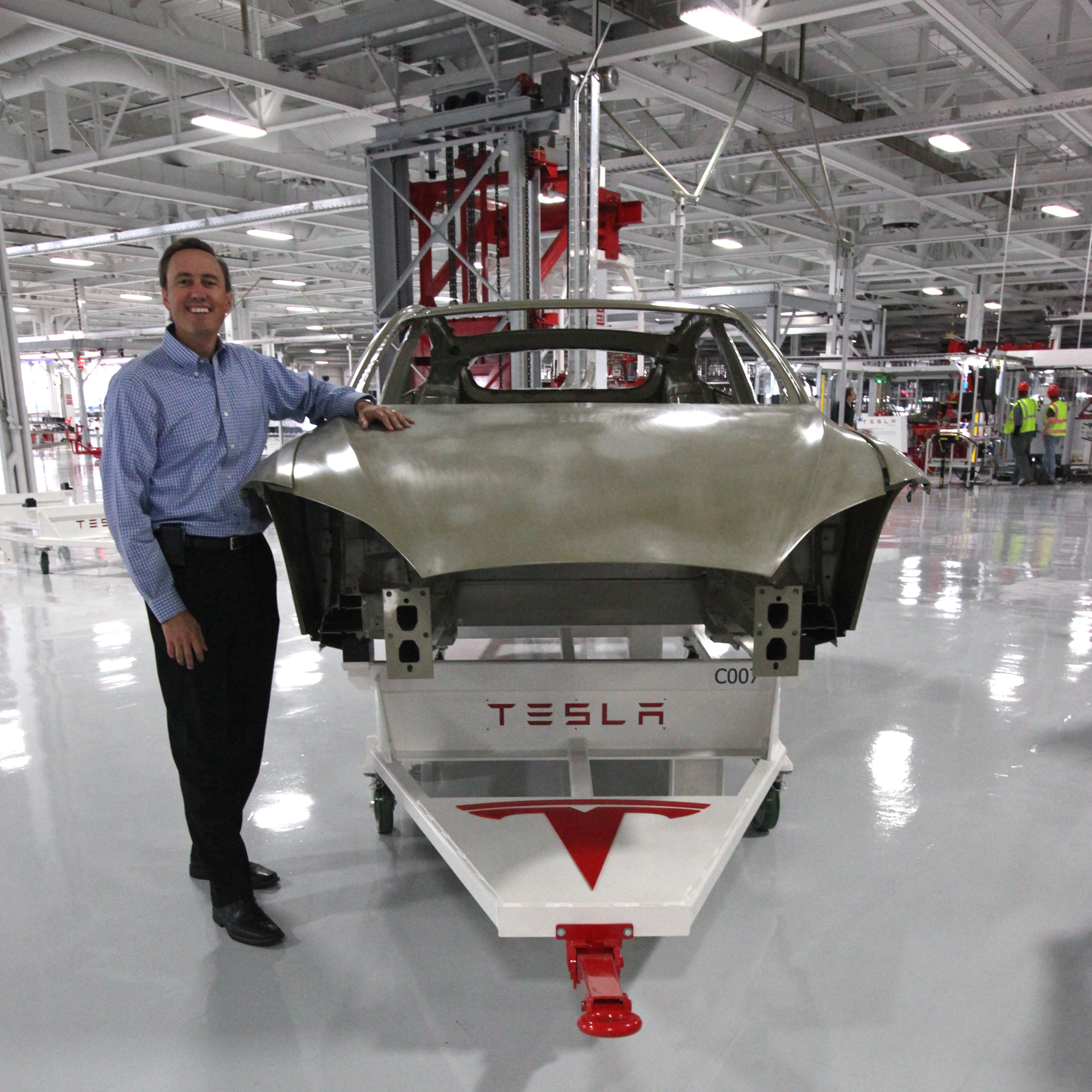
احد الموظفين يقف بجانب هيكل سيارة تيسلا في مصنع تيسلا

بدأ المصنع الإنتاج وهو يحتوي على 1000 عامل. ووصل العدد في عام 2013 إلي 3000 عامل.

## الإنتاج

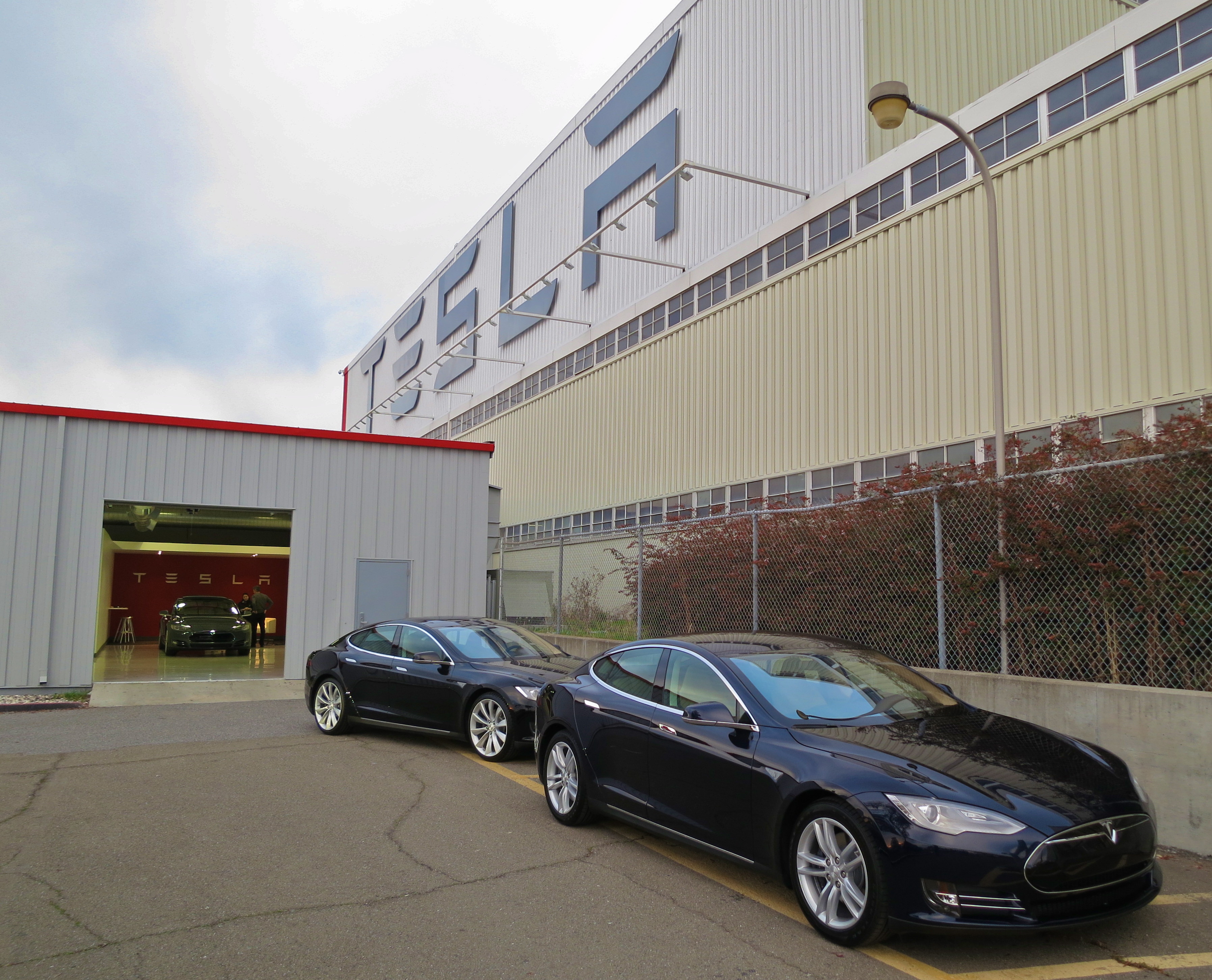
سيارة تيسلا طراز إس في المصنع عام 2012

كان أول إنتاج شامل لسيارات تيسلا هي سيارة تيسلا طراز إس، ذات بطارية كهربائيه بالكامل، سيدان.
وفي عام 2011، انتقلت تيسلا موتورز من مرحلة «ألفا» إلي «بيتا». وبذلك أصبحت السيارات تصنع بالكامل في مصانع تيسلا. ومن المتوقع أن تنتج تيسلا حوالي 5000 سيارة سيدان موديل إس في عام 2012. ومحاولة رفع الإنتاج إلي 20000 في عام 2013. وتم الاحتفال بأول عملية تسليم لتيسلا موتورز طراز S خلال حفل خاص أقيم في المصنع يوم 22 يونيو 2012.
إرتفع الإنتاج من 15-20 سيارة أسبوعيا في أغسطس 2012. إلي أكثر من 200 سيارة في 5 نوفمبر. وبحلول أواخر ديسمبر تم الوصول إلي 400 سيارة أسبوعيا.
ووصل عدد الشحنات إلي 6892 وحدة في الأشهر الثلاثة الأخيرة من عام 2013. وفي ديسمبر 2013، أعلنت ولاية كاليفورنيا أنها ستعطي لشركة تيسلا 34.7 مليون دولار أمريكي كتخفيضات ضريبية، للتوسع في الإنتاج بنسبة تقدر ب 35000 سيارة سنويا من المصنع الموجود في فريمونت.
وأعلن تيسلا أنة من المتوقع رفع الإنتاج من 600 سيارة في الأسبوع في أوائل عام 2014، إلي 1000 سيارة في الأسبوع بحلول نهاية العام.
وأنتج تيسلا 7535 سيارة في الربع الأول من عام 2014. ومن المتوقع إنتاج من 8500 إلي 9000 سيارة في الربع الثاني من 2014.
وفي أوائل شهر مايو 2014 وصل معدل الإنتاج إلي 700 سيارة أسبوعيا.
وفي عام 2015 وصل معدل الإنتاج إلي 1000 سيارة أسبوعيا. ومعظمها يصنع قبل الطلب. ويقول إيلون ماسك ان معدل التغييرات للطراز إس وصل إلي 20 تغيير في الأسبوع.
وانة سيتم العمل على تيسلا موديل إكس في عام 2015، بعد إعادة تشكيل لخط الإنتاج التي حدثت في يوليو عام 2014.
وفي 2 يوليو 2015، أعلنت شركة تيسلا موتورز أنها صنعت 21537 سيارة، في النصف الأول من عام 2015. وأنة قد تم تصنيع جميع السيارات في مصنع فريمونت.

## السلامة
في نوفمبر 2013، كان هناك حادث تسرب للمعدن المنصهر على ثلاثة عمال. وأدي ذلك إلي اشتعال النار في ملابسهم. وتم تغريم مصنع تيسلا 89000 دولار من قسم كاليفورنيا للسلامة والصحة المهنية.